# Rybnaja (Kan)
Die Rybnaja (russisch Рыбная) ist ein 288 km langer linker Nebenfluss des Kan, einem rechten Nebenfluss des Jenissei, in der Region Krasnojarsk im Süden von Mittelsibirien.

## Verlauf
Die Rybnaja entspringt im Norden des Ostsajans auf einer Höhe von etwa 700 m. Westlich vom Quellgebiet verläuft die Mana, ein Nebenfluss des Jenissei. Die Rybnaja fließt anfangs in Richtung Nordnordwest, durchschneidet einen niedrigen Höhenkamm und wendet sich im Anschluss nach Osten. Die Rybnaja passiert die Ortschaften Partisanskoje, Stoiba und Sajanski und wendet sich anschließend nach Norden. Die Fernstraße R255 (Krasnojarsk–Kansk) kreuzt den Flusslauf. In der Folge wendet sich die Rybnaja in Richtung Westnordwest und fließt ein Stück nördlich unweit der Fernstraße. Dabei passiert der Fluss die Ortschaft Nowopjatnitschkoe. Bei Gromadsk kreuzt die Transsibirische Eisenbahn den Flusslauf. Auf den letzten 30 Kilometern biegt die Rybnaja in Richtung Nordnordwest ab und mündet schließlich auf einer Höhe von 138 m 25 km westlich von Selenogorsk in den Kan. Die Rybnaja bildet entlang ihrem Flusslauf zahlreiche enge Flussschlingen aus. Sie entwässert ein etwa 4820 km² großes Areal.